# União das Freguesias de São Cipriano e Vil de Souto
União das Freguesias de São Cipriano e Vil de Souto, kürzer São Cipriano e Vil de Souto, ist eine Gemeinde (Freguesia) im Kreis (Concelho) von Viseu in Portugal.
In der Gemeinde leben 1.950 Einwohner auf einer Fläche von 20,68 km² (Stand nach Zahlen von 2011).
Die Gemeinde entstand im Zuge der Gebietsreform in Portugal am 29. September 2013 durch Zusammenlegung der bisherigen Gemeinden São Cipriano und Vil de Souto. São Cipriano wurde Sitz der neuen Gemeinde.